# Szombathelyi karneválszínházi előadások listája
A szombathelyi Karneválszínház  egy évenként megrendezett helyi esemény, amit augusztusban, a Savaria Karnevál ideje alatt szoktak megtartani. Az előadások általában zenés komédiák, amiket a Weöres Sándor Színház színművészei játszanak el. 2020 és 2022 között a COVID - járvány miatt az előadást nem rendezték meg.
Eddigi bemutatók:
| Év   | Cím                                  | Szerző                        | Színház                       | Rendező                       | Bemutató                      | Helyszín                      |
| ---- | ------------------------------------ | ----------------------------- | ----------------------------- | ----------------------------- | ----------------------------- | ----------------------------- |
| 2009 | Scapin furfangjai                    | Moliére                       | Weöres Sándor Színház         | Jordán Tamás                  | 2009.augusztus                | Megyeháza udvara              |
| 2010 | A tartalék tartalékos                | Georges Feydeau               | Weöres Sándor Színház         | Jordán Tamás                  | 2010.augusztus                | Megyeháza udvara              |
| 2011 | Könnyű préda                         | Lőrinczy Attila               | Weöres Sándor Színház         | Schlanger András              | 2011.augusztus 19.            | Megyeháza udvara              |
| 2012 | Átváltozások                         | Ovidius                       | Weöres Sándor Színház         | Andrew Hefler                 | 2012.augusztus 17.            | Megyeháza udvara              |
| 2013 | Félúton a fórum felé                 | Stephen Sondheim              | Weöres Sándor Színház         | Réthly Attila                 | 2013.augusztus 15.            | Megyeháza udvara              |
| 2014 | Olasz szalmakalap                    |                               | Weöres Sándor Színház         | Réthly Attila                 | 2014.augusztus 15.            | Megyeháza udvara              |
| 2015 | Mindent Éváról                       | Mary Orr                      | Orlai Produkció               | Pelsőczy Réka                 | 2015.augusztus 15.            | Megyeháza udvara              |
| 2016 | Nem fizetek! (avagy egy vasat se)    | Eduardo De Filippo            | Weöres Sándor Színház         | Réthly Attila                 | 2016.augusztus 19.            | Megyeháza udvara              |
| 2017 | Vízkereszt vagy bánom is én          | William Shakespeare           | Weöres Sándor Színház         | Réthly Attila                 | 2017.augusztus 17.            | Megyeháza udvara              |
| 2018 | Szerelmi üzletek                     | Le Sage                       | Weöres Sándor Színház         | Valló Péter                   | 2018.augusztus 16.            | Megyeháza udvara              |
| 2019 | A főnök meg én meg a főnök           | Carlo Goldoni                 | Weöres Sándor Színház         | Réthly Attila                 | 2019.augusztus 19.            | Megyeháza udvara              |
| 2020 | Az előadást nem rendezték meg        | Az előadást nem rendezték meg | Az előadást nem rendezték meg | Az előadást nem rendezték meg | Az előadást nem rendezték meg | Az előadást nem rendezték meg |
| 2021 | Az előadást nem rendezték meg        | Az előadást nem rendezték meg | Az előadást nem rendezték meg | Az előadást nem rendezték meg | Az előadást nem rendezték meg | Az előadást nem rendezték meg |
| 2022 | Valódi hamisítvány                   | Stephen Sach                  | Orlai Produkció               | Valló Péter                   | 2022.augusztus 23.            | Megyeháza udvara              |
| 2023 | Asszonyfarsang                       | Fábián Péter                  | Weöres Sándor Színház         | Fábián Péter                  | 2023.augusztus 17.            | Megyeháza udvara              |
| 2024 | Szombathelyi Szórakoztató Szupergála | Vinnai András                 | Weöres Sándor Színház         | Vinnai András                 | 2024.augusztus 15.            | Megyeháza udvara              |
| 2025 | Chioggai kalamajka                   | Carlo Goldoni                 | Weöres Sándor Színház         | Nagy Cili                     | 2025.augusztus 14.            | Megyeháza udvara              |

Érdekességek:
- A karneválszínház története során eddig összesen kétszer fordult elő (2015-ben és 2022-ben),hogy az előadást nem a Weöres Sándor Színház, hanem az Orlai Produkciós iroda szervezte. Mindkét ilyen előadásban az egyik főszerepet Hernádi Judit alakította.
- A 2022-ben bemutatott Valódi hamisítvány volt az első és eddigi egyetlen előadás, amiben csak két szereplő (Hernádi Judit és Kern András) játszott. Szintén ez volt az első olyan darab, ami nem pozitív véget ért.
- Mint a 2023-as, mint pedig a 2024-es előadások kifejezetten "szombathelyi témájúak" voltak, amiket csak a karneválszínház miatt írtak meg. Ezt követően a színház visszatért a hagyományos előadásokhoz.
- A legtöbb (5) előadást a színház eddigi története során Réthly Attila rendezte (2014-2015 és 2016-2017 között, valamint 2019-ben).
- A színház története során több olyan előadás is volt, amiben országszerte ismert vendégszínészek is játszottak (pl. Hollósi Frigyes,Udvaros Dorottya és Eszenyi Enikő). A legfontosabb közülük Bezerédi Zoltán,aki eddig összesen 5 előadásban vendégszerepelt.
- 2012 volt az egyetlen év, amikor a színház a karnevál mellett a Császárok napja alkalmából is produkcióval készült. Az előadást Barták Balázs írta és rendezte,házigazdája Jordán Tamás volt. Az előadást összesen kétszer (augusztus 23.-án és 24.-én) rendezték meg.

Az előadások színészei és szerepeik:
| Név                 | Társulati tagság    | Scapin furfangjai (2009) | A tartalék tartalákos (2010) | Könnyű préda (2011)   | Átváltozások (2012) | Félúton a Fórum felé (2013) | Olasz szalmakalap (2014) |
| ------------------- | ------------------- | ------------------------ | ---------------------------- | --------------------- | ------------------- | --------------------------- | ------------------------ |
| Kálmánchelyi Zoltán | Állandó             | Octave                   | Gulicska                     | Nem szerepelt         | Nem szerepelt       | Nem szerepelt               | Nem szerepelt            |
| Orosz Róbert        | Állandó             | Leander                  | Pupitzky                     | Misike                | Közreműködő         | Nem szerepelt               | Nem szerepelt            |
| Bálint Éva          | Állandó             | Jácint                   | Adrienn                      | Nem szerepelt         | Nem szerepelt       | Nem szerepelt               | Nem szerepelt            |
| Szabó Tibor         | Állandó             | Szilveszter              | Lipták hadnagy               | Nem szerepelt         | Nem szerepelt       | Senex                       | Nem szerepelt            |
| Vlahovics Edit      | Állandó             | Nérine                   | Nem szerepelt                | Nem szerepelt         | Közreműködő         | Nem szerepelt               | Nem szerepelt            |
| Vass Szilárd        | Állandó             | Carle                    | Zombori                      | Nem szerepelt         | Nem szerepelt       | Nem szerepelt               | Nem szerepelt            |
| Hollósi Frigyes     | Vendég              | Argante                  | Boniface                     | Richter úr            | Nem szerepelt       | Nem szerepelt               | Nem szerepelt            |
| Bezerédi Zoltán     | Vendég              | Géronte                  | Nem szerepelt                | Nem szerepelt         | Nem szerepelt       | Servulus                    | Nem szerepelt            |
| Botos Éva           | Vendég              | Zerbinette               | Nem szerepelt                | Nem szerepelt         | Nem szerepelt       | Nem szerepelt               | Nem szerepelt            |
| Fekete Ernő         | Vendég              | Scapin                   | Nem szerepelt                | Nem szerepelt         | Nem szerepelt       | Nem szerepelt               | Nem szerepelt            |
| Csonka Szilvia      | Állandó             | Nem szerepelt            | Kamilla                      | Nem szerepelt         | Nem szerepelt       | Nem szerepelt               | Nem szerepelt            |
| Schlanger András    | Vendég (rendező is) | Nem szerepelt            | Koblinger százados           | Nem szerepelt         | Nem szerepelt       | Nem szerepelt               | Nem szerepelt            |
| Balogh János        | Állandó             | Nem szerepelt            | Tivadar                      | Nem szerepelt         | Nem szerepelt       | Lucus                       | Tardiveau                |
| Lugosi György       | Vendég              | Nem szerepelt            | Furmanek százados            | Nem szerepelt         | Nem szerepelt       | Nem szerepelt               | Nem szerepelt            |
| Szabó Róbert Endre  | Állandó             | Nem szerepelt            | Berényi őrmester             | Nem szerepelt         | Nem szerepelt       | Nem szerepelt               | Nem szerepelt            |
| Horváth Ákos        | Állandó             | Nem szerepelt            | Kappanos tizedes             | Nem szerepelt         | Nem szerepelt       | Nem szerepelt               | Émile                    |
| Budai Dávid         | Állandó             | Nem szerepelt            | Pálffy herceg                | Nem szerepelt         | Közreműködő         | Nem szerepelt               | Fadinard                 |
| Endrődy Krisztián   | Állandó             | Nem szerepelt            | Mikes, tartalékos            | Sankó                 | Közreműködő         | Nem szerepelt               | Beaupertius              |
| Takács Dániel       | Állandó             | Nem szerepelt            | Cseprő tizedes               | Nem szerepelt         | Nem szerepelt       | Nem szerepelt               | Nem szerepelt            |
| Poppre Ádám         |                     | Nem szerepelt            | Borbély                      | Nem szerepelt         | Nem szerepelt       | Nem szerepelt               | Nem szerepelt            |
| Borbíró András      | Állandó             | Nem szerepelt            | Rendőr                       | Nem szerepelt         | Nem szerepelt       | Nem szerepelt               | Nem szerepelt            |
| Udvaros Dorottya    | Vendég              | Nem szerepelt            | Nem szerepelt                | Klárika               | Nem szerepelt       | Nem szerepelt               | Nem szerepelt            |
| Szerémi Zoltán      | Állandó             | Nem szerepelt            | Nem szerepelt                | Patek                 | Nem szerepelt       | Nem szerepelt               | Nem szerepelt            |
| Jordán Tamás        | Állandó             | Rendező                  | Rendező                      | Dr. Zám               | Közreműködő         | Erronius                    | Vézinet                  |
| Lázár Kati          | Vendég              | Nem szerepelt            | Nem szerepelt                | Márta (Főnix Mirella) | Nem szerepelt       | Nem szerepelt               | Nem szerepelt            |
| Märcz Fruzsina      | Vendég              | Nem szerepelt            | Nem szerepelt                | Kincső                | Nem szerepelt       | Nem szerepelt               | Nem szerepelt            |
| Zayzon Zsolt        | Vendég              | Nem szerepelt            | Nem szerepelt                | Krisztián             | Nem szerepelt       | Nem szerepelt               | Nem szerepelt            |
| Alberti Zsófi       | Állandó             | Nem szerepelt            | Nem szerepelt                | Yvette                | Közreműködő         | Nem szerepelt               | Nem szerepelt            |
| Eszenyi Enikő       | Vendég              | Nem szerepelt            | Nem szerepelt                | Nem szerepelt         | Közreműködő         | Nem szerepelt               | Nem szerepelt            |
| Kovács Gergely      | Vendég              | Nem szerepelt            | Nem szerepelt                | Nem szerepelt         | Közreműködő         | Hero                        | Nem szerepelt            |
| Németh Judit        | Állandó             | Nem szerepelt            | Nem szerepelt                | Nem szerepelt         | Nem szerepelt       | Domina                      | Champigny                |
| Mertz Tibor         | Állandó             | Nem szerepelt            | Nem szerepelt                | Nem szerepelt         | Nem szerepelt       | Hysterium                   | Noncourt                 |
| Sodró Eliza         | Állandó             | Nem szerepelt            | Nem szerepelt                | Nem szerepelt         | Nem szerepelt       | Philia                      | Héléne                   |
| Domokos Zsolt       | Állandó             | Nem szerepelt            | Nem szerepelt                | Nem szerepelt         | Nem szerepelt       | Pyrgopolynes                |                          |
| Hajmási Dávid       | Állandó             | Nem szerepelt            | Nem szerepelt                | Nem szerepelt         | Nem szerepelt       | Első Fregoli                |                          |
| Jámbor Nándor       | Állandó             | Nem szerepelt            | Nem szerepelt                | Nem szerepelt         | Nem szerepelt       | Második Fregoli             |                          |
| Kovács Bálint       | Vendég              | Nem szerepelt            | Nem szerepelt                | Nem szerepelt         | Nem szerepelt       | Harmadik Fregoli            |                          |
| Ostyola Zsuzsa      |                     | Nem szerepelt            | Nem szerepelt                | Nem szerepelt         | Nem szerepelt       | Első Kurtizán               |                          |
| Korponay Zsófi      | Állandó             | Nem szerepelt            | Nem szerepelt                | Nem szerepelt         | Nem szerepelt       | Második Kurtizán            |                          |
| Lehőcz Zsuzsa       | Vendég              | Nem szerepelt            | Nem szerepelt                | Nem szerepelt         | Nem szerepelt       | Harmadik Kurtizán           |                          |